# Kunheim
Kunheim là một xã ở tỉnh Haut-Rhin trong vùng Grand Est ở đông bắc Pháp. Xã này có diện tích 11,75 km², dân số năm 1999 là 1800 người. Khu vực này có độ cao 187 mét trên mực nước biển.